# Sojuz MS-25
Sojuz MS-25 è un volo astronautico verso la Stazione spaziale internazionale (ISS) e parte del programma Sojuz, ed il 153° volo con equipaggio della navetta Sojuz dal primo volo avvenuto nel 1967. L'equipaggio al lancio è composto dal cosmonauta Oleg Novickij, dalla cosmonauta bielorussa Marina Vasilevskaja e dall'astronauta NASA Tracy Caldwell Dyson, i primi due membri parteciperanno a una missione di breve durata. Il lancio, inizialmente previsto per il 21 marzo, è avvenuto il 23 marzo 2024 alle 12:36. Il ritorno sulla Terra è avvenuto il 23 settembre 2024.

## Missione
Il veicolo Sojuz MS-24 è partito dal Cosmodromo di Bajkonur nel marzo 2024 e ha attraccato alla Stazione spaziale internazionale nelle ore successive. Il comandante Oleg Novickij, nato in Bielorussia, e la prima cittadina bielorussa ad andare nello spazio, Marina Vasilevskaja, hanno trascorso 10 giorni sulla ISS per partecipare a una missione di breve durata; sono tornati sulla Terra ai primi di aprile 2024 insieme all'astronauta statunitense Loral O'Hara a bordo della Sojuz MS-24. L'ingegnere di volo al lancio è l'astronauta statunitense Tracy Caldwell Dyson che ha trascorso sei mesi sulla ISS per l'Expedition 71. All'atterraggio l'equipaggio era composto dal comandante Oleg Kononenko, dall'ingegnere di volo Nikolaj Čub e da Tracy Caldwell Dyson.

## Equipaggio

### Equipaggio principale
Il 24 luglio 2023 le partecipanti al volo della bielorussia sono arrivate al Centro di addestramento cosmonauti Jurij Gagarin per iniziare un addestramento di otto mesi durante i quali prenderanno dimestichezza con le varie fasi del volo a bordo del veicolo Sojuz e con il segmento russo della ISS, svolgeranno attività relative alle situazioni d'emergenza come atterraggio in acqua e in inverno.
| Ruolo                                      | Equipaggio al lancio                                | Equipaggio all'atterraggio                             |
| ------------------------------------------ | --------------------------------------------------- | ------------------------------------------------------ |
| Comandante                                 | Oleg Novickij, Roscosmos Quarto volo                | Oleg Kononenko, Roscosmos Expedition 70/71 Quinto volo |
| Ingegnere di volo 1                        | Tracy Caldwell Dyson, NASA Expedition 71 Terzo volo | Nikolaj Čub, Roscosmos Expedition 70/71 Primo volo     |
| Partecipante al volo / Ingegnere di volo 2 | Marina Vasilevskaja Primo volo                      | Tracy Caldwell Dyson, NASA Expedition 71 Primo volo    |

### Equipaggio di riserva
| Ruolo                | Equipaggio             | Equipaggio             |
| -------------------- | ---------------------- | ---------------------- |
| Comandante           | Ivan Vagner, Roscosmos | Ivan Vagner, Roscosmos |
| Ingegnere di volo    | Donald Pettit, NASA    | Donald Pettit, NASA    |
| Partecipante al volo | Anastasia Lenkova      | Anastasia Lenkova      |